# Montmirail (Marne)
Montmirail és un municipi francès, situat al departament del Marne i a la regió del Gran Est. L'any 2007 tenia 3.796 habitants.

## Demografia

### Població
El 2007 la població de fet de Montmirail era de 3.796 persones. Hi havia 1.586 famílies, de les quals 523 eren unipersonals (213 homes vivint sols i 310 dones vivint soles), 515 parelles sense fills, 415 parelles amb fills i 133 famílies monoparentals amb fills.
La població ha evolucionat segons el següent gràfic:
Habitants censats

### Habitatges
El 2007 hi havia 1.833 habitatges, 1.602 eren l'habitatge principal de la família, 72 eren segones residències i 159 estaven desocupats. 1.422 eren cases i 407 eren apartaments. Dels 1.602 habitatges principals, 846 estaven ocupats pels seus propietaris, 719 estaven llogats i ocupats pels llogaters i 36 estaven cedits a títol gratuït; 41 tenien una cambra, 165 en tenien dues, 336 en tenien tres, 458 en tenien quatre i 602 en tenien cinc o més. 1.113 habitatges disposaven pel capbaix d'una plaça de pàrquing. A 848 habitatges hi havia un automòbil i a 497 n'hi havia dos o més.

### Piràmide de població
La piràmide de població per edats i sexe el 2009 era:
| Homes | Edats   | Dones |
| ----- | ------- | ----- |
| 4     | 95 o +  | 0     |
| 24    | 90 a 94 | 56    |
| 48    | 85 a 89 | 68    |
| 16    | 80 a 84 | 40    |
| 84    | 75 a 79 | 88    |
| 68    | 70 a 74 | 108   |
| 84    | 65 a 69 | 100   |
| 88    | 60 a 64 | 104   |
| 88    | 55 a 59 | 76    |
| 120   | 50 a 54 | 120   |
| 136   | 45 a 49 | 128   |
| 136   | 40 a 44 | 116   |
| 128   | 35 a 39 | 128   |
| 136   | 30 a 34 | 116   |
| 180   | 25 a 29 | 132   |
| 128   | 20 a 24 | 116   |
| 96    | 15 a 19 | 120   |
| 76    | 10 a 14 | 136   |
| 112   | 5 a 9   | 96    |
| 112   | 0 a 4   | 92    |

## Economia
El 2007 la població en edat de treballar era de 2.222 persones, 1.616 eren actives i 606 eren inactives. De les 1.616 persones actives 1.440 estaven ocupades (761 homes i 679 dones) i 176 estaven aturades (78 homes i 98 dones). De les 606 persones inactives 225 estaven jubilades, 163 estaven estudiant i 218 estaven classificades com a «altres inactius».

### Ingressos
El 2009 a Montmirail hi havia 1.594 unitats fiscals que integraven 3.669,5 persones, la mediana anual d'ingressos fiscals per persona era de 15.825 €.

### Activitats econòmiques
Dels 209 establiments que hi havia el 2007, 9 eren d'empreses extractives, 7 d'empreses alimentàries, 5 d'empreses de fabricació de material elèctric, 2 d'empreses de fabricació d'elements pel transport, 4 d'empreses de fabricació d'altres productes industrials, 35 d'empreses de construcció, 50 d'empreses de comerç i reparació d'automòbils, 6 d'empreses de transport, 9 d'empreses d'hostatgeria i restauració, 4 d'empreses d'informació i comunicació, 13 d'empreses financeres, 11 d'empreses immobiliàries, 18 d'empreses de serveis, 19 d'entitats de l'administració pública i 17 d'empreses classificades com a «altres activitats de serveis».
Dels 67 establiments de servei als particulars que hi havia el 2009, 1 era una oficina d'administració d'Hisenda pública, 1 gendarmeria, 1 oficina de correu, 3 oficines bancàries, 2 funeràries, 3 tallers de reparació d'automòbils i de material agrícola, 1 taller d'inspecció tècnica de vehicles, 1 autoescola, 8 paletes, 3 guixaires pintors, 9 fusteries, 8 lampisteries, 3 electricistes, 1 empresa de construcció, 5 perruqueries, 2 veterinaris, 6 restaurants, 7 agències immobiliàries i 2 salons de bellesa.
Dels 26 establiments comercials que hi havia el 2009, 3 eren supermercats, 4 fleques, 3 carnisseries, 1 una peixateria, 1 una llibreria, 1 una botiga de roba, 3 sabateries, 3 botigues d'electrodomèstics, 2 drogueries, 1 una perfumeria i 4 floristeries.
L'any 2000 a Montmirail hi havia 33 explotacions agrícoles que ocupaven un total de 2.706 hectàrees.

## Equipaments sanitaris i escolars
El 2009 hi havia 1 hospital de tractaments de mitja durada (seguiment i rehabilitació), 1 un hospital de tractaments de llarga durada, 1 psiquiàtric, 2 farmàcies i 2 ambulàncies.
El 2009 hi havia 1 escola maternal i 2 escoles elementals. Montmirail disposava de 2 col·legis d'educació secundària amb 435 alumnes.

## Poblacions més properes
El següent diagrama mostra les poblacions més properes.